# Сант-Арканджело
Сант-Арканджело (итал. Sant'Arcangelo) — коммуна в Италии, располагается в регионе Базиликата, в провинции Потенца.
Население составляет 6543 человека (2008 г.), плотность населения составляет 75 чел./км². Занимает площадь 89 км². Почтовый индекс — 85037. Телефонный код — 0973.
Покровителем коммуны почитается святой Архангел Михаил, празднование 8 мая.

## Демография
Динамика населения:

## Администрация коммуны
- Официальный сайт: http://www.comune.santarcangelo.pz.it